# Dennis Appiah
Pour les articles homonymes, voir Appiah.
Dennis Appiah, né le 9 juin 1992 à Toulouse en France, est un footballeur français d'origine ghanéenne. Il joue actuellement au poste de latéral droit à l'AS Saint-Étienne.

## Biographie
Formé à l'AS Monaco, Dennis Appiah est appelé de 2007 à 2012 dans toutes les catégories d'âge de l'équipe de France, jusqu'à celles des moins de 20 ans en 2012. Il signe son premier contrat professionnel en mai 2010. Un an plus tard, il fait partie de l'équipe qui remporte la Coupe Gambardella en mai 2011 contre l'AS Saint-Étienne (1-1, 4 tab à 3).
Il fait ses débuts professionnels la saison suivante lors de la 1re journée de Ligue 2 contre l'US Boulogne-sur-Mer (0-0). Régulièrement utilisé lors de la première partie de saison, il perd sa place à la suite de plusieurs blessures et de l'arrivée de nombreux joueurs comme Gary Kagelmacher ou Giorgos Tzavellas. En 2012-2013, il est très peu utilisé par Claudio Ranieri et se contente de quelques apparitions en équipe première, jouant davantage avec l'équipe réserve.
Laissé libre par l'ASM, il s'engage pour trois saisons au SM Caen. Sa première saison est notamment celle de la découverte, puisqu'il est essayé à tous les postes de la défense jusqu'à s'imposer titulaire en tant que latéral gauche. La deuxième saison, sa première en Ligue 1, il est titulaire en début de saison au poste de latéral droit, il perdra sa place à la suite de l'émergence de Emmanuel Imorou sur le côté gauche et au retour en forme de Jean Calvé. Une série de mauvais résultats pousse l'entraîneur à le mettre titulaire en deuxième partie de saison. Dès lors, il sera un titulaire inamovible en latéral droit.
Lors de la saison 2015-2016, il joue l'intégralité des 38 matchs de championnat plus les deux matchs de coupe du SM Caen. En fin de saison, il paraphe un contrat de cinq ans au RSC Anderlecht contre une indemnité estimée à trois millions d'euros. 
Le 21 juin 2019, Dennis Appiah s'engage avec le FC Nantes pour quatre saisons. Le montant de la transaction est alors estimé à 800 000 €.
Après trois saisons et demi au FC Nantes, Appiah est transféré le 3 janvier 2023 à l'AS Saint-Étienne qui lutte pour son maintien en Ligue 2 en signant un contrat jusqu'en 2025.

## Carrière internationale
Durant sa formation, il est sélectionné dans toutes les catégories de jeunes de l'équipe de France, des moins de 16 ans jusqu'au espoirs.
Né d'un père d'origine ghanéenne, Dennis Appiah est éligible pour jouer avec les Black Stars.

## Statistiques
| Saison                | Club                  | Championnat           | Championnat | Championnat | Coupe nationale | Coupe nationale | Coupe de la Ligue | Coupe de la Ligue | Supercoupe | Supercoupe | Compétition(s) continentale(s) | Compétition(s) continentale(s) | Compétition(s) continentale(s) | Play-offs | Play-offs | Total | Total |
| Saison                | Club                  | Division              | M.          | B.          | M.              | B.              | M.                | B.                | M.         | B.         | Comp.                          | M.                             | B.                             | M.        | B.        | M.    | B.    |
| 2011-2012             | AS Monaco FC          | Ligue 2               | 17          | 0           | 1               | 0               | 0                 | 0                 | -          | -          | -                              | -                              | -                              | -         | -         | 18    | 0     |
| 2012-2013             | AS Monaco FC          | Ligue 2               | 6           | 0           | 2               | 0               | 1                 | 0                 | -          | -          | -                              | -                              | -                              | -         | -         | 9     | 0     |
| Sous-total            | Sous-total            | Sous-total            | 23          | 0           | 3               | 0               | 1                 | 0                 | -          | -          | -                              | -                              | -                              | -         | -         | 27    | 0     |
| 2013-2014             | SM Caen               | Ligue 2               | 35          | 0           | 5               | 0               | 1                 | 0                 | -          | -          | -                              | -                              | -                              | -         | -         | 41    | 0     |
| 2014-2015             | SM Caen               | Ligue 1               | 30          | 0           | 1               | 0               | 2                 | 0                 | -          | -          | -                              | -                              | -                              | -         | -         | 33    | 0     |
| 2015-2016             | SM Caen               | Ligue 1               | 38          | 1           | 1               | 0               | 1                 | 0                 | -          | -          | -                              | -                              | -                              | -         | -         | 40    | 1     |
| Sous-total            | Sous-total            | Sous-total            | 103         | 1           | 7               | 0               | 4                 | 0                 | -          | -          | -                              | -                              | -                              | -         | -         | 114   | 1     |
| 2016-2017             | RSC Anderlecht        | Jupiler Pro League    | 17          | 0           | 0               | 0               | -                 | -                 | -          | -          | C1+C3                          | 2+5                            | 0                              | -         | -         | 24    | 0     |
| 2017-2018             | RSC Anderlecht        | Jupiler Pro League    | 27          | 0           | 2               | 0               | -                 | -                 | 1          | 0          | C1                             | 6                              | 0                              | -         | -         | 36    | 0     |
| 2018-2019             | RSC Anderlecht        | Jupiler Pro League    | 19          | 0           | 0               | 0               | -                 | -                 | 0          | 0          | C3                             | 2                              | 0                              | -         | -         | 21    | 0     |
| Sous-total            | Sous-total            | Sous-total            | 63          | 0           | 2               | 0               | -                 | -                 | 1          | 0          | -                              | 15                             | 0                              | -         | -         | 81    | 0     |
| 2019-2020             | FC Nantes             | Ligue 1               | 19          | 0           | 2               | 0               | 1                 | 0                 | -          | -          | -                              | -                              | -                              | -         | -         | 22    | 0     |
| 2020-2021             | FC Nantes             | Ligue 1               | 24          | 0           | 1               | 0               | -                 | -                 | -          | -          | -                              | -                              | -                              | -         | -         | 25    | 0     |
| 2021-2022             | FC Nantes             | Ligue 1               | 32          | 0           | 5               | 0               | -                 | -                 | -          | -          | -                              | -                              | -                              | -         | -         | 37    | 0     |
| 2022-2023             | FC Nantes             | Ligue 1               | 15          | 0           | 0               | 0               | -                 | -                 | 1          | 0          | C3                             | 6                              | 0                              | -         | -         | 22    | 0     |
| Sous-total            | Sous-total            | Sous-total            | 90          | 0           | 8               | 0               | 1                 | 0                 | 1          | 0          | -                              | 6                              | 0                              | -         | -         | 106   | 0     |
| 2022-2023             | AS Saint-Étienne      | Ligue 2               | 19          | 0           | -               | -               | -                 | -                 | -          | -          | -                              | -                              | -                              | -         | -         | 19    | 0     |
| 2023-2024             | AS Saint-Étienne      | Ligue 2               | 33          | 0           | -               | -               | -                 | -                 | -          | -          | -                              | -                              | -                              | 3         | 0         | 36    | 0     |
| 2024-2025             | AS Saint-Étienne      | Ligue 1               | 29          | 0           | 1               | 0               | -                 | -                 | -          | -          | -                              | -                              | -                              | -         | -         | 30    | 0     |
| 2025-2026             | AS Saint-Étienne      | Ligue 2               | 2           | 0           | -               | -               | -                 | -                 | -          | -          | -                              | -                              | -                              | -         | -         | 2     | 0     |
| Sous-total            | Sous-total            | Sous-total            | 83          | 0           | 1               | 0               | -                 | -                 | -          | -          | -                              | -                              | -                              | 3         | 0         | 87    | 0     |
| Total sur la carrière | Total sur la carrière | Total sur la carrière | 362         | 1           | 21              | 0               | 6                 | 0                 | 2          | 0          | -                              | 21                             | 0                              | 3         | 0         | 415   | 1     |

## Palmarès

### En club
| AS Monaco (2)                                                                  | RSC Anderlecht (2)                                                                      | FC Nantes (1)                                                                   |
| ------------------------------------------------------------------------------ | --------------------------------------------------------------------------------------- | ------------------------------------------------------------------------------- |
| - Coupe Gambardella - Vainqueur : 2011 - Champion de Ligue 2 - Champion : 2013 | - Championnat de Belgique - Champion : 2017 - Supercoupe de Belgique - Vainqueur : 2017 | - Coupe de France - Vainqueur : 2022 - Trophée des champions - Finaliste : 2022 |